# Río Negro (vattendrag i Chile, Región de Los Lagos, lat -41,40, long -73,13)
Río Negro är ett vattendrag   i Chile.   Det ligger i regionen Región de Los Lagos, i den södra delen av landet, 900 km söder om huvudstaden Santiago de Chile.
I omgivningen kring Río Negro växer i huvudsak städsegrön lövskog och området är ganska tätbefolkat, med 108 invånare per kvadratkilometer.